# David Saul Marshall
David Marshall (12 de marzo de 1908 - 12 de diciembre de 1995) fue el líder del Frente Laborista de Singapur y se convirtió en el primer Jefe de Gobierno de Singapur en 1955, cargo que ejerció por catorce meses hasta su renuncia en 1956. En 1957 fundó el Partido de los Trabajadores, que hasta la fecha se ha mantenido como el segundo partido más grande del país.

## Biografía
Nació en una familia judía ortodoxa de ancestros iraquíes en Singapur, Marshall se interesó en la política y en el movimiento de independencia en una edad temprana. Siguió estudios en la Universidad de Londres en el Reino Unido. Luego, se convertiría en uno de los abogados penales más exitosos de Singapur.
Durante la Segunda Guerra Mundial, David Marshall se unió al cuerpo de voluntarios de Singapur y fue tomado prisionero tras la caída de Singapur en 1942 y obligado a trabajar en las minas de carbón de Hokkaidō, Japón, antes de ser liberado en 1945.
En la primera elección de la Asamblea Legislativa de Singapur en abril de 1955, Marshall llevó al Frente Laborista a una victoria estrecha y formó un gobierno de minoría en el que se convirtió en Jefe de Gobierno. Presidió un gobierno inestable que obtuvo poca cooperación de las autoridades coloniales o de los partidos políticos locales. En mayo de 1955, estallaron unos disturbios que tuvieron como resultado la muerte de 4 personas y en el descrédito del gobierno de Marshall. En abril de 1956, comandó una delegación a Londres para negociar la autonomía completa, pero las conversaciones se rompieron por las preocupaciones británicas sobre los disturbios de los trabajadores y la influencia comunista. Luego del fracaso de las negociaciones, Marshall renunció al afirmar que había fracasado en su misión pro-independentista. Lim Yew Hock lo reemplazó como Jefe de Gobierno, llevando a cabo acciones más duras contra los sindicatos laborales.
Marshall abandonó la dirigencia del Frente Obrero en 1957 y fundó el Partido de los Trabajadores (WP). Perdió las elecciones generales de 1959, pero ganó en 1961, aunque solo para perder nuevamente en 1963. Luego, regresó a ejercer el derecho, aunque siguió estando activo en la oposición política hasta 1972, cuando J. B. Jeyaretnam se convirtió en líder del Partido de los Trabajadores.
De 1978 a 1993, Marshall fungió como embajador de Singapur en Francia, Portugal, España y Suiza. Como embajador, Marshall defendió los intereses de su país, a pesar de las diferencias con el gobierno de Lee Kuan Yew. Se retiró del servicio diplomático en 1993 y falleció en 1995 de cáncer de pulmón.